# Titularbistum Helos
Helos (lat.: Helensis, ital.: Elo) ist ein Titularbistum der römisch-katholischen Kirche.
Es geht zurück auf einen untergegangenen antiken Bischofssitz auf dem Peloponnes, der der Metropolie Korinth unterstellt war. Seit der Mitte des 20. Jahrhunderts wurde der Titularsitz, der sich im Bereich der griechisch-orthodoxen Kirche befindet, nicht mehr vergeben. Stattdessen wurde 1969 erstmals der in der italienischen Sprache gleich benannte Titularsitz Elo in Spanien vergeben.
| Titularbischöfe von Helos |                        |                                           |                   |                   |
| Nr.                       | Name                   | Amt                                       | von               | bis               |
| 1                         | Hugh Louis Lamb        | Weihbischof in Philadelphia (USA)         | 15. Dezember 1935 | 28. Mai 1951      |
| 2                         | José Joaquim Gonçalves | Weihbischof in Espírito Santo (Brasilien) | 22. August 1951   | 15. Dezember 1951 |
| 3                         | José Nepote-Fus IMC    | Prälat von Rio Branco (Brasilien)         | 18. April 1952    | 9. August 1966    |